# Präsidentschaftswahl in Sri Lanka 1994
Die Präsidentschaftswahl in Sri Lanka 1994 fand am 9. November 1994 statt. Es war die dritte Präsidentschaftswahl seit Einführung des Präsidialsystems in Sri Lanka. Die Wahl wurde von der Kandidatin der Sri Lanka Freedom Party (SLFP) Chandrika Kumaratunga gewonnen. Damit verlor die United National Party (UNP) auch das Präsidentenamt, das sie 17 Jahre lang besetzt hatte, nachdem sie wenige Monate zuvor schon die Parlamentswahl verloren hatte.

## Vorgeschichte

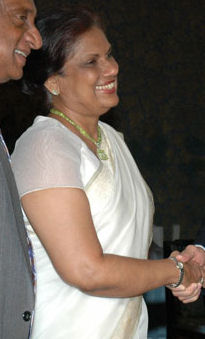
Chandrika Kumaratunga, die Kandidatin der People’s Alliance

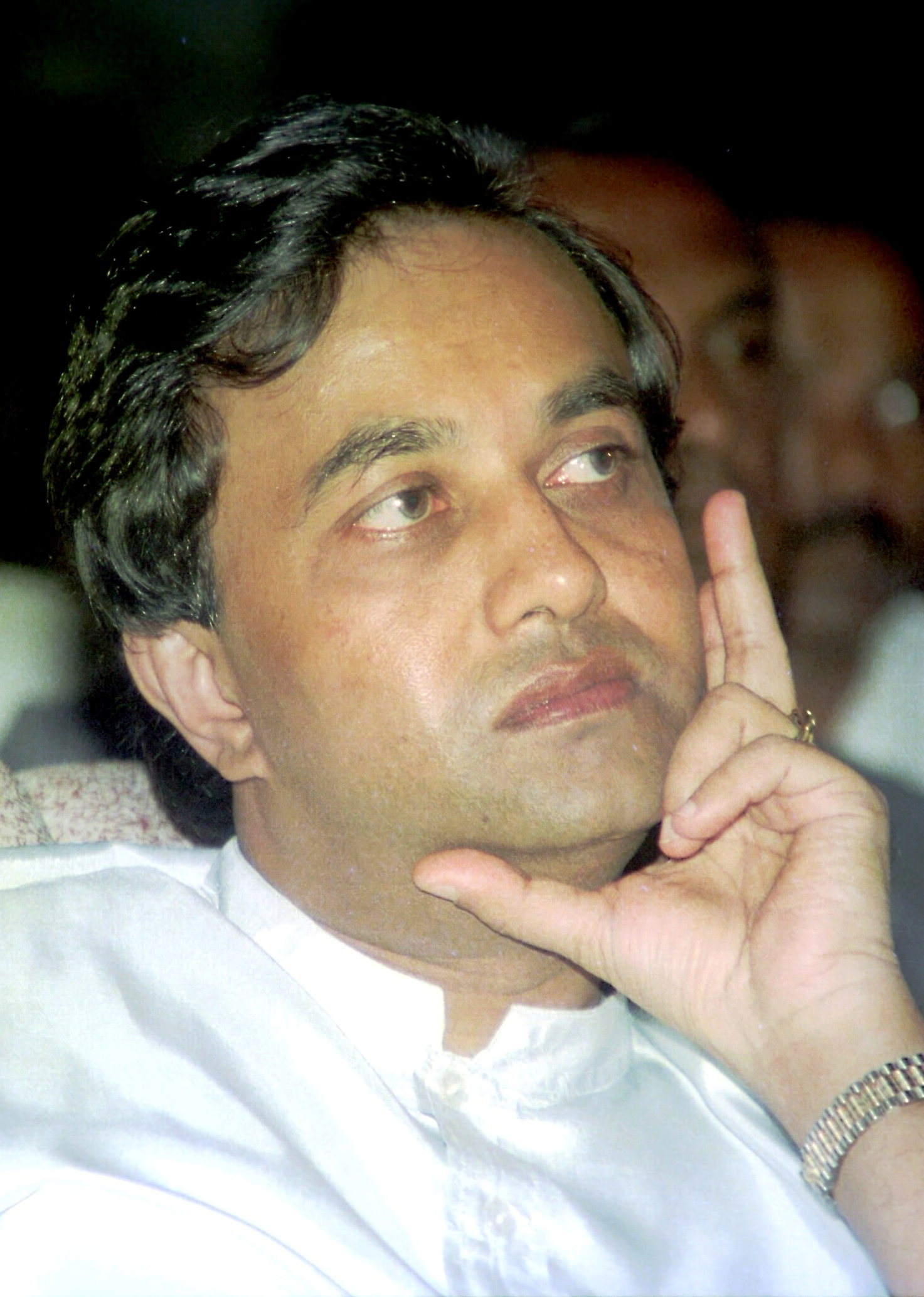
Gamini Dissanayake war Spitzenkandidat der UNP. Er wurde am 24. Oktober 1994, zwei Wochen vor dem Wahltermin Opfer eines Bombenattentats der LTTE.

Seit der Einführung der neuen Verfassung aus dem Jahr 1978 bestand in Sri Lanka ein Präsidialsystem nach französischem und amerikanischem Vorbild. Der direkt gewählte Präsident hatte erhebliche exekutive Befugnisse und ernannte den Premierminister und die jeweilige Regierung. 1978 wurde Junius Richard Jayewardene (United National Party, UNP) zum ersten Präsidenten gewählt und bei der Präsidentschaftswahl 1982 wiedergewählt. Unter seiner Regierung verschärfte sich der ethnische Gegensatz zwischen der singhalesischen Mehrheitsbevölkerung und der tamilischen Minderheit immer weiter und mündete schließlich ab 1983 in den offenen Bürgerkrieg. Die Regierung verlor die Kontrolle über weite Gebiete der Nord- und Ostprovinz, in denen die tamilischen Rebellen aktiv waren. Um die bei der Parlamentswahl 1977 gewonnene große Mehrheit der UNP im Parlament weiter zu nutzen, ließ Jayewardene 1982 ein Referendum zur Verlängerung der Amtsdauer des gewählten Parlaments um weitere sechs Jahre abhalten. Begründet wurde die Verlängerung der Amtsdauer mit der Notwendigkeit stabiler Mehrheiten zur Umsetzung notwendiger politischer und wirtschaftspolitischer Reformen. Eine Mehrheit stimmte bei dem Referendum der Verlängerung der Amtsdauer zu und das 1977 gewählte Parlament, in dem die UNP, begünstigt durch das geltende Mehrheitswahlrecht eine Vier-Fünftel-Mehrheit hatte, blieb in personell weitgehend unveränderter Zusammensetzung über zwölf Jahre bis 1989 im Amt. Die UNP-Regierung und der Präsident hatten damit freie Hand eine Politik nach ihrem Gutdünken zu betreiben.
Neben dem Bürgerkrieg, der das Land vor enorme gesellschaftliche und wirtschaftliche Belastungen stellte, und zeitweilig (1987–1990) zur Stationierung indischer Truppen im Nordteil der Insel führte, kam es ab 1987 noch zu einer weiteren Krise. Die marxistische Janatha Vimukthi Peramuna (JVP, „Volksbefreiungsfront“) versuchte mit Bombenanschlägen, Entführungen und Terroraktionen einen revolutionären Zustand der Anarchie auszulösen und damit die Regierung zu stürzen. Den Attentaten fielen zahlreiche Politiker zum Opfer. Die Regierung war in der Unterdrückung des Aufstandes letztlich erfolgreich und konnte die Führungsspitze der JVP unter Rohana Wijeweera bis 1989/1990 eliminieren bzw. gefangensetzen. Es kam zu Massenverhaftungen tausender JVP-Aktivisten und deren Sympathisanten. Der Regierung wurde von Kritikern vorgeworfen, einen schmutzigen Krieg mit Einsatz von Folter, illegalen Tötungen, Verschwindenlassen missliebiger Personen etc., unter Missachtung der Menschenrechte zu führen.
Bei der Präsidentschaftswahl 1988 trat Jayewardene nicht mehr an und an seiner Stelle gewann der UNP-Kandidat Ranasinghe Premadasa die Wahl. Aufgrund der chaotischen Zustände im Land hatten sich nur 55 % der Wahlberechtigten an der Wahl beteiligt. Premadasa fiel am 1. Mai 1993 in Colombo einem Selbstmordattentat der LTTE zum Opfer. Verfassungsgemäß übernahm der amtierende Premierminister Dingiri Banda Wijetunga daraufhin das Amt des Präsidenten. Am 24. Juni 1994 ließ Wijetunga das Parlament vorzeitig auflösen und Neuwahlen ausschreiben. Die Parlamentswahl am 16. August 1994 wurde von der oppositionellen People’s Alliance (PA), einer Parteienallianz unter Führung der Sri Lanka Freedom Party (SLFP) gewonnen. Die SLFP bzw. PA hatte sich in den Jahren zuvor unter Führung von Chandrika Kumaratunga neu formiert. Kumaratunga wurde danach Ministerpräsidentin einer neuen Regierung.

### Wahlankündigung und Wahlkampf
Nach der Wahlniederlage bei der Parlamentswahl im August des Jahres wurde Gamini Dissayanake zum neuen UNP-Parteiführer gewählt. Er setzte sich bei der parteiinternen Wahl in der UNP-Parlamentsfraktion knapp gegen seinen Konkurrenten Ranil Wickremesinghe mit 45 zu 42 Stimmen bei sieben Enthaltungen durch. Der amtierende Präsident Wijetunga erklärte, bei der anstehenden Präsidentschaftswahl nicht kandidieren zu wollen, so dass Dissayanake zum Präsidentschaftskandidaten der UNP nominiert wurde. Die JVP war noch nicht als offizielle politische Partei wieder zugelassen und trat wie bei der vorangegangenen Parlamentswahl unter der Bezeichnung Sri Lanka Progressive Front (SLPF) an. Ihr Spitzenkandidat war Galappaththi Arachchige Nihal. Die singhalesisch-nationalistische Sinhalaye Mahasammatha Bhoomiputra Pakshaya (SMBP, „Große Einheitspartei der Söhne der Erde Sri Lankas“) stellte den Publizisten Harischandra Wijetunga als Kandidaten auf.
Die im Folgenden aufgeführten sechs Kandidaten wurden zur Wahl zugelassen. Alle Kandidaten erhielten Wahlsymbole zugeteilt, die auf die Stimmzettel aufgedruckt wurden, um auch analphabetischen Wählern die Wahl zu ermöglichen. Kumaratunga war die einzige Frau unter den 6 Kandidaten.
| Name des Kandidaten                | Unterstützer / Politische Partei           | Wahlsymbol |
| ---------------------------------- | ------------------------------------------ | ---------- |
| Chandrika Bandaranaike Kumaratunga | People’s Alliance                          | Stuhl      |
| Galappaththi Arachchige Nihal      | Sri Lanka Progressive Front                | Blumenvase |
| Gamini Dissanayake                 | United National Party                      | Elefant    |
| A. J. Ranasinghe                   | Unabhängiger                               | Schwan     |
| Harischandra Wijetunga             | Sinhalye Mahasammatha Bhoomiputra Pakshaya | Flugzeug   |
| Hudson Samarasinghe                | Unabhängiger                               | Tisch      |

Am 24. August 1994 wurde der UNP-Spitzenkandidat Gamini Dissanayake auf einer Wahlkampfveranstaltung in Colombo Opfer eines Selbstmord-Bombenattentats. Mit ihm starben mehr 50 Personen, die sich in seiner Nähe befanden. Die LTTE dementierte eine Verwicklung in den Mordanschlag, wurde jedoch allgemein dafür verantwortlich gemacht. Am Ort des Attentats wurden Reste einer Zyanidkapsel gefunden, wie sie von LTTE-Attentätern üblicherweise benutzt wurden. Die UNP nominierte daraufhin nicht Ranil Wickremesinghe, sondern die Witwe Dissanayakes, Vajira Srimathi („Srima“) Dissanayake, eine 51-jährige Richterin, als Spitzenkandidatin, in der Hoffnung dadurch bei der Wahl einen Sympathiebonus zu erzielen. Nach dem Ereignis bestimmten Auseinandersetzungen um den Umgang mit den Tamil Tigers die Endphase des Wahlkampfs. Die Regierung Kumaratunga suspendierte vorläufig alle Gespräche mit der LTTE, vermied es jedoch, diese direkt für das Attentat verantwortlich zu machen.

## Ergebnisse
Insgesamt wurden 7.713.232 Stimmen abgegeben. Das entsprach bei 10.945.065 registrierten Wahlberechtigten einer Wahlbeteiligung von 70,47 %. Damit lag die Beteiligung unter dem Durchschnitt vergangener Wahlen. 151.706 Stimmen (1,97 %) waren ungültig.

### Ergebnisse landesweit
| Name            | Name                          | Partei          | Stimmen absolut | Stimmen in Prozent |
| --------------- | ----------------------------- | --------------- | --------------- | ------------------ |
|                 | Chandrika Kumaratunga         | PA              | 4.709.205       | 62,28              |
|                 | Vajira Srimathi Dissanayake   | UNP             | 2.715.285       | 35,91              |
|                 | Hudson Samarasinghe           | –               | 58.886          | 0,78               |
|                 | Harischandra Wijaythunga      | SMBP            | 32.651          | 0,43               |
|                 | A. J. Ranasinghe              | –               | 22.752          | 0,30               |
|                 | Galappaththi Arachchige Nihal | SLPF            | 22.749          | 0,30               |
| Gültige Stimmen | Gültige Stimmen               | Gültige Stimmen | 7.561.526       | 100,0              |

### Ergebnisse nach Wahlkreisen
In allen 22 Wahlkreisen erhielt Chandrika Kumaratunga die Mehrheit der Stimmen. Die Wahlbeteiligung fiel regional sehr unterschiedlich aus. In den überwiegend tamilischen Wahlkreisen der Nordostprovinz hatten große Teile der Bevölkerung nicht an der Wahl teilgenommen. Die LTTE hatte in den von ihr kontrollierten Gebieten zum Boykott der Wahl aufgerufen und eventuelle Wähler mit Repressionen bedroht. Im nördlichen Wahlkreis Jaffna betrug die Wahlbeteiligung lediglich knapp 3 %.
| Wahlkreis    | Kumaratunga (PA, in %) | Nihal (SLPF, in %) | Dissanayake (UNP, in %) | Ranasinghe (Unabh., in %) | Wijethunga (SMBP, in %) | Samarasinghe (Unabh., in %) | Ungültige Stimmen (in %) | Wahl- beteiligung (in %) | Registrierte Wähler |
| ------------ | ---------------------- | ------------------ | ----------------------- | ------------------------- | ----------------------- | --------------------------- | ------------------------ | ------------------------ | ------------------- |
| Colombo      | 64,82                  | 0,21               | 33,56                   | 0,41                      | 0,70                    | 0,29                        | 1,83                     | 70,91                    | 1.235.959           |
| Gampaha      | 64,74                  | 0,22               | 33,93                   | 0,32                      | 0,43                    | 0,35                        | 1,52                     | 75,71                    | 1.140.808           |
| Kalutara     | 61,47                  | 0,29               | 37,10                   | 0,29                      | 0,39                    | 0,46                        | 1,50                     | 75,57                    | 646.199             |
| Mahanuwara   | 56,64                  | 0,24               | 41,68                   | 0,31                      | 0,46                    | 0,66                        | 2,45                     | 79,77                    | 726.192             |
| Matale       | 60,98                  | 0,34               | 36,82                   | 0,31                      | 0,50                    | 1,06                        | 2,60                     | 78,87                    | 259.271             |
| Nuwara Eliya | 57,14                  | 0,35               | 39,55                   | 0,37                      | 0,45                    | 2,14                        | 3,85                     | 79,52                    | 386.668             |
| Galle        | 61,40                  | 0,32               | 37,28                   | 0,25                      | 0,34                    | 0,41                        | 1,51                     | 74,62                    | 632.422             |
| Matara       | 64,69                  | 0,40               | 33,56                   | 0,32                      | 0,44                    | 0,58                        | 1,60                     | 71,10                    | 503.470             |
| Hambantota   | 61,52                  | 0,78               | 35,99                   | 0,35                      | 0,71                    | 0,65                        | 1,82                     | 67,30                    | 326.913             |
| Jaffna       | 96,35                  | 0,14               | 1,27                    | 0,09                      | 0,20                    | 1,94                        | 0,80                     | 2,97                     | 596.366             |
| Vanni        | 85,30                  | 0,30               | 11,41                   | 0,20                      | 0,24                    | 2,55                        | 1,70                     | 22,41                    | 178.697             |
| Batticaloa   | 87,30                  | 0,29               | 8,93                    | 0,23                      | 0,21                    | 3,03                        | 1,58                     | 64,32                    | 261.898             |
| Digamadulla  | 72,36                  | 0,25               | 25,40                   | 0,21                      | 0,20                    | 1,58                        | 1,53                     | 75,70                    | 312.006             |
| Trincomalee  | 71,62                  | 0,30               | 25,74                   | 0,18                      | 0,26                    | 1,91                        | 1,56                     | 60,05                    | 184.090             |
| Kurunegala   | 59,36                  | 0,27               | 39,21                   | 0,25                      | 0,32                    | 0,59                        | 1,52                     | 78,81                    | 876.591             |
| Puttalam     | 62,65                  | 0,24               | 35,98                   | 0,22                      | 0,23                    | 0,68                        | 1,74                     | 70,84                    | 380.192             |
| Anuradhapura | 63,99                  | 0,35               | 34,32                   | 0,22                      | 0,32                    | 0,81                        | 1,95                     | 78,39                    | 406.926             |
| Polonnaruwa  | 59,08                  | 0,31               | 39,40                   | 0,17                      | 0,28                    | 0,75                        | 2,57                     | 77,15                    | 200.192             |
| Badulla      | 55,27                  | 0,41               | 42,21                   | 0,42                      | 0,53                    | 1,16                        | 4,09                     | 79,23                    | 435.260             |
| Moneragala   | 63,20                  | 0,54               | 34,03                   | 0,36                      | 0,57                    | 1,29                        | 2,54                     | 78,66                    | 199.391             |
| Ratnapura    | 58,07                  | 0,29               | 40,16                   | 0,28                      | 0,42                    | 0,78                        | 1,69                     | 81,23                    | 554.607             |
| Kegalle      | 56,06                  | 0,27               | 42,30                   | 0,27                      | 0,37                    | 0,73                        | 1,86                     | 76,80                    | 500.947             |
| Gesamt       | 62,28                  | 0,30               | 35,91                   | 0,30                      | 0,43                    | 0,78                        | 1,97                     | 70,47                    | 10.945.065          |

### Wahlkarten

Mehrheiten nach Wahlkreisen und Stimmbezirken
Mehrheiten in den 22 Wahlkreisen: Kumaratunga, Wahlbeteiligung >60 % Kumaratunga, Wahlbeteiligung 22,4 % Kumaratunga, Wahlbeteiligung 3,0 %
Mehrheiten in den 160 Stimmbezirken: Kumaratunga, Wahlbeteiligung >60 % Kumaratunga, Wahlbeteiligung 30 % Kumaratunga, Wahlbeteiligung 1–2 % Kumaratunga, Wahlbeteiligung 0–1 % Dissanayake

## Entwicklung nach der Wahl
Am Wahlabend erklärte die Wahlsiegerin Kumaratunga, dass das Land „am Ende eines langen dunklen Tunnels“ angelangt sei und sich nun auf „eine neue Ära der Freiheit und des Lichts“ zubewegen würde. Sie versprach, dass sie den Friedensprozess zur Beendigung des Bürgerkrieges, der in den vorangegangenen 11 Jahren 30.000 Tote gefordert hatte, fortsetzen wolle. Am 12. November 1994 trat sie offiziell ihr Amt als Präsidentin an. Zu ihrer Nachfolgerin im Amt des Premierministers ernannte sie ihre eigene 78-jährige Mutter Sirimavo Bandaranaike, die bereits von 1960 bis 1965 und von 1970 bis 1977 dieses Amt bekleidet hatte.